# سواد أعظم (مجلة)
سواد أعظم هي مجلة شهرية هندية باللغة الأردية أسسها سيد نعيم الدين مراد آبادي [الإنجليزية]، وهي معروفة بتركيزها على التعاليم الإسلامية والثقافة والقضايا ذات الصلة بالمجتمع المسلم في الهند. تتناول المجلة غالبًا موضوعات تتعلق بناموس الرسالة (تكريم واحترام النبي محمد) ومعتقدات وممارسات المسلمين الذين يتبعون المدرسة البريلوية الفكرية.

## التاريخ
في عام 1924 (1343 هجرية)، أطلق سيد نعيم الدين مرآبادي مجلة السواد الأعظم الشهرية. دعم هذا المنشور نظرية الأمتين وساهم في الخطاب حول الهوية الإسلامية الهندية.

## المحتوى
أنشأ نعيم الدين مراد آبادي، وهو عالم إسلامي، هذه المجلة لنشر المعرفة ومعالجة مختلف القضايا الاجتماعية والدينية في ذلك الوقت.
يشتمل محتوى سواد الأعظم عادةً على مقالات حول علم الكلام الإسلامي والتاريخ والفقه، بالإضافة إلى مناقشات حول القضايا المعاصرة التي تواجه المسلمين. غالبًا ما يضم كتابات من علماء ومفكرين إسلاميين مختلفين، مما يوفر منصة للحوار العلمي والمشاركة المجتمعية.
ولعبت المجلة دورًا هامًّا في تثقيف قرائها حول المسائل الدينية وتعزيز فهم أعمق للمبادئ الإسلامية. من خلال مقالاتها وافتتاحياتها، ساهمت مجلة سواد الأعظم في التنمية الفكرية والروحية لقرائها، مما يجعلها مطبوعة مهمة داخل المجتمع المسلم الناطق باللغة الأردية في الهند.

## روابط خارجية
- سواد الأعظم في الأرشيف